# Nemacheilus singhi
Nemacheilus singhi är en fiskart som beskrevs av Menon, 1987. Nemacheilus singhi ingår i släktet Nemacheilus och familjen grönlingsfiskar. IUCN kategoriserar arten globalt som sårbar. Inga underarter finns listade i Catalogue of Life.